# Hintonosia bismacrocephalus
Hintonosia bismacrocephalus es una especie de coleóptero de la familia Aderidae.

## Distribución geográfica
Habita en África.